# Senné (Banská Bystrica)
Senné (in ungherese Nógrádszenna) è un comune della Slovacchia facente parte del distretto di Veľký Krtíš, nella regione di Banská Bystrica.